# Elite Dangerous
Elite: Dangerous — компьютерная игра в жанре космический симулятор с открытым игровым миром с элементами торговли, исследований, космических сражений, шутера и другими. Является четвёртой в серии Elite и, одновременно, первой игрой в серии с многопользовательским игровым процессом. Игрок берёт на себя роль пилота (в просторечии называемого «Командиром» или «CMDR») космического корабля и исследует реалистичную трёхмерную модель галактики Млечный Путь в открытом мире в масштабе 1:1. Действия игроков влияют на вселенную игры, но при этом сохраняется возможность однопользовательского режима. Это продолжение игры Frontier: First Encounters, выпущенной в 1995 году.

## Игровой процесс
«1000 кредитов и корабль — это всё, что нужно, чтобы начать зарабатывать легально или не очень — торгуйте, охотьтесь за преступниками, пиратствуйте или работайте наёмными убийцами, прокладывая свой путь через Галактику».

В Elite: Dangerous сохранены основные черты предыдущих игр — игрок начинает игру, имея космический корабль «Sidewinder» и небольшую сумму денег (1000 кр.), начиная свой жизненный путь в открытом мире.
Игроки могут выбирать следующие уровни взаимодействия с другими людьми:
- однопользовательская (соло) — отсутствие прямого взаимодействия с другими игроками (косвенное взаимодействие — наличие-отсутствие товаров на станциях, первое открытие новых звёзд и планет, влияние на местные силы и фракции и т. д.);
- частная группа — прямое взаимодействие в группе друзей, изолированной от массового онлайна;
- массовая онлайновая[7][8].

Процедурно-генерируемая Галактика генерируется согласно фактическому размеру и количеству звёздных систем Млечного Пути. Количество звёздных систем составляет ~400 млрд, в каждой из которых может быть от одной звезды до порядка сотни объектов (других звёзд, астероидов, планет и т. д.), для которые реализовано вращение вокруг центра масс и вокруг своей оси в реальном времени, отражая динамические циклы дня и ночи, затмений и других явлений. Планеты и звёзды могут иметь кольца, в которых возможна добыча полезных ископаемых, различный химический состав планет влияет на возможность взаимодействия с ними игрока, для звёзд идёт классификация по их спектральному классу. Около 150 000 звёздных систем в игре взяты из реальных астрономических данных, хотя одновременно несколько частично вымышленных планетарных систем, которые были созданы в Frontier и First Encounters до того, как было обнаружено значительное количество экзопланет, перенесены. Например, ни один из газовых гигантов системы Фомальгаут не соответствует обнаруженным свойствам Фомальгаута b. Включено несколько полностью вымышленных систем, названных в оригинальной Elite, а также представленных в более поздних играх (например, исходная стартовая система Lave). Остальные генерируются процедурно в соответствии с научными моделями.
В отличие от предыдущих игр серии, действия игрока могут влиять на экономические и политические процессы населённых миров. Например, игроки могут увеличивать торговый оборот и тем самым вызывать экономический бум. Выполнение миссий за фракции изменяет их влияние и соотношение политических сил в системе, что может привести к дестабилизации и гражданской войне. Высокая степень влияния фракции может запустить процесс экспансии, когда фракция расширяет своё влияние на другие звёздные системы..
Разработчики сохранили многие популярные элементы предыдущих игр. К примеру, полёты в космосе очень похожи на оригинальную Elite, в то же время, игроки могут покупать корабли и оборудование для них как в играх серии Frontier. Создатели также отмечают, что в предыдущих играх серии есть элементы, перекликающиеся с современными онлайн-играми — к примеру, уничтожение гражданского корабля приводит к созданию записи о правонарушении и повышению внимания полиции системы к нарушителю. Такой механизм может стать хорошей защитой от вандалов и хулиганов в онлайн-играх. Однако многие действия, которые в других многопользовательских играх считались бы гриферством, обычно разрешены, если есть веская ролевая причина (например, грабёж, вымогательство и блокирование звёздных систем). Однако некоторые действия, такие как преследование игроков «менталитетом толпы», эксплуатация механики игры (например, выход из игры во время боя), чтобы избежать смерти и ругань не допускаются, и может привести к последствиям, начиная от временного бана на сервере открытой игры, заканчивая полной блокировкой доступа в игру.

### Роли
Вместо привычного выбора класса персонажа в начале игры, игроки могут оснащать свой корабль модулями по своему желанию, подгоняя его под выполнение желаемой роли. Название роли в данном случае чисто описательное — игрок волен выбирать любой корабль и оснащать его по своему усмотрению для выполнения любой функции, базовые параметры корабля и слоты для модулей определяют наиболее удачный выбор для каждой задачи. Задачи игрока более разнообразны, а сами роли ещё довольно значительно узко сегментируются в зависимости от конкретных задач. Существуют и более специфичные задачи или отыгрыши, вроде ремонтника и заправщика для кораблей игроков, попавших в беду. Для каждой роли можно собрать множество вариантов оборудования и модификаций.
Также формально корабли разделены по размеру необходимой посадочной площадки: малая, средняя и большая. На некоторых станциях отсутствуют площадки для больших кораблей, в связи с чем игрок на таком корабле не может с ними стыковаться.

## Игровой мир и его предыстория
После выпуска в 2014 году в Elite Dangerous календарь начался в 3300 году и был синхронизирована с UTC, хотя и на 1286 лет вперёд.
Действие игры Elite: Dangerous будет разворачиваться примерно через 45-50 лет после событий Frontier: First Encounters (FFE), когда инопланетная раса Таргоидов, с которой в конце сюжетной линии FFE был заключён мирный договор, вновь угрожает человечеству. Населённые человечеством секторы Галактики вновь будут поделены между Федерацией, Империей, Альянсом и независимыми системами, но, в сравнении с предыдущими играми серии, разработчики выразили желание уделить больше внимания реализации возможности исследовать неизведанные космические просторы.
Авторы обещают, что различные небольшие приключения можно будет найти по всей Галактике, но главная сюжетная линия будет контролироваться самими игроками. Также упоминаются различные системы, строящие своё благополучие и богатство за счёт торговли, системы, основывающие свою мощь на наёмниках и войнах с соседями, системы, в которых будут процветать анархия, пиратство и беспорядки.
25 октября 2016 года была добавлена вымершая инопланетная раса, Стражи, и игрокам было разрешено исследовать древние руины, которые они оставили, чтобы собирать данные и материалы для разблокировки специальных модулей Стражей и специализированного гибридного оружия Человек-Страж с повышенной эффективностью против, добавленных позже, таргоидских кораблей. Тематически Стражи были обнаружены в 3302 году.
В 2017 году в игру добавили таргоидов — воинственных насекомообразных пришельцев из оригинальных игр, которые появятся в той или иной степени. Хотя первоначально столкновения с таргоидами были ненасильственными, с тех пор ряд космических станций подвергся нападению, что привело к миссиям, основанным на расследовании, исследовании и сборе материалов для повышения эффективности оружия против таргоидов.

### Фракции
Существуют три основные фракции: Империя Дюваль (из системы Ахернар), Федерация (Ведущая истоки из Солнечной системы) и Альянс (Из системы Алиот). Патч 1.3, выпущенный в июне 2015 года, содержал дополнение Power Play, в котором была представлена борьба галактических фракций за влияние в галактике. Игроки могут вступить в союз с внутриигровой фракцией и внести свой вклад в неё, выполняя миссии фракции, а также получать различные награды. Коллективный результат достижений каждой фракции определяет полномочия фракции, территориальный контроль и их дальнейшие цели. Каждая фракция имеет свою линейку кораблей, которые можно получить, приобретая ранги внутри соответствующей фракции, за исключением кораблей Альянса, которые не привязаны к системе рангов.

### Ранг игроков
Существуют три (с дополнением Odyssey — пять) архетипические роли игроков с индивидуальными рейтингами (также известными как статусы игроков), отделённые от рейтингов фракций: бой, исследование и торговля. Игроки получают очки опыта и рейтинг в этих областях, выполняя действия, которые разделены между тремя ролями. Например, охотник за головами, уничтожающий пиратов, будет получать очки боевого опыта и повышать боевой ранг. 15 марта 2015 года первый игрок, достигший тройного элитного статуса (элитный ранг в бою, элитный ранг в исследовании и элитный ранг в торговле), самый высокий статус, выиграл 10 000 фунтов стерлингов. Определённый статус или ранг во фракции может предоставить разрешения на доступ к ряду систем, для которых они требуются. Преимущества также включают скидки на доставку.
Чуть позже был добавлен ещё один рейтинг — «Арена» (ранее он назывался CQC), данный ранг можно получить играя в специальном режиме, который доступен как отдельный режим игры, так и в виде отдельно распространяемой версии игры только с этим режимом.

## История разработки

### Ранняя история
Игра под названием «Elite 4» должна была стать третьим продолжением вышедшей в 1984 году Elite, которую Брэбен и его бывший заместитель, Ян Белл, написали для компьютера BBC Micro, и которая впоследствии была портирована на большинство других платформ того времени. Вторая и третья части серии, Frontier: Elite 2 и Frontier: First Encounters, были выпущены в 1990-х годах. После выхода First Encounters произошёл разрыв отношений между Брэбеном и Беллом на почве авторского права и роялти. Дэвид Брэбен был готов начать разработку Elite 4 после выхода The Outsider. Во время лекции в июне 2009 года, Брэбен подтвердил, что Elite 4 будет доступен на нескольких консольных платформах, и на PC.
В ноябре 2006, GameSpot провёл интервью с Брэбеном, на тему Elite 4. С его слов, разработка игры в жанре MMORPG была начата и отменена в 2000 году, в связи несовершенством необходимых сетевых технологий. На вопрос — будет ли игра когда-нибудь выпущена, — Брэбен ответил: «Мы будем разрабатывать Elite 4 после Outsider, так что в ней будет реализовано всё, что мы использовали для Outsider.» Брэбен повторил это утверждение в подкасте Теория игр, выпущенном в августе 2007.
В интервью с журналом Computer and Video Games в сентябре 2007 года, Брэбен рассказал, что Frontier Developments уже два года как работает над новыми технологиями, необходимыми для выпуска игры. Во время фестиваля Gamecity International Interactive Entertainment в 2007 году в Ноттингеме (Великобритания), также заявлялось, что Брэбен и Frontier Developments собирались выпустить Elite 4 для консолей текущего поколения и PC. Кроме того, на этом же фестивале Брэбен, во время интервью по поводу курсов обучения созданию игр в Великобритании, сообщил, что Frontier Developments набирают сотрудников для работы над проектами, в том числе и над Elite 4.
В 2008 году на Game Developers Conference в Германии, Брэбен намекнул, что объявление о выпуске игры может произойти в 2008 году. Брэбен заявил, что новой версии «потребуется лучший интерфейс, или, хотя бы такой, которым будет проще пользоваться нынешним игрокам.»
В 2009 году появилась информация, что игра находится в разработке. В интервью Би-би-си, посвящённом двадцатипятилетнему юбилею первоначальной игры, Брэбен подтвердил, что игра всё разрабатывалась, сказав: «Отказ от возвращения к миру Elite был бы безумием, и я очень рад этому [возвращению]». Он также добавил, что игра будет выпущена тогда, «когда будет готова». Предполагалась поддержка платформ PC, PlayStation 3 и Xbox 360.
В мае 2010 года Брэбен рассказал изданию Eurogamer, что в составе разработчиков произошли кадровые изменения, но «наша приверженность игре сильна как никогда».
На двадцать пятой ежегодной конференции разработчиков игр (2011), Брэбен предоставил анализ, посвящённый неудачам в разработке Elite. На последний вопрос в разделе «Вопросы и ответы» — находится ли ещё Elite 4 в проектах для разработки, — он ответил «да, было бы трагедией, если бы это было не так».

### Финансирование через Kickstarter
В ноябре 2012 года Frontier Developments заявили, что игра теперь называется «Elite: Dangerous» и будет финансироваться через сбор средств посредством Kickstarter. При этом имелась возможность получить за свои вложения в будущем цифровую копию игры, коробочную версию (стандартную или премиум), футболки, доступ к альфа- и бета-тестам игры и т. д.
По словам Дэвида Брэбена, проект «Elite 4» не мог стартовать на протяжении десятилетия из-за причин, связанных с особенностями стандартной модели издания игр. Издатели требовали расчёта бизнес-рисков, связанных с игрой, которые реально могут быть смоделированы только для тех проектов, которые похожи на недавно выпущенные. К 2012 году широкую известность приобрёл краудфандинг, позволяющий получать финансирование непосредственно от потенциальных игроков, которых можно заинтересовать материалами, предоставленными разработчиком к ознакомлению, и готовых потратить небольшую сумму денег, получив взамен привилегии в игре (например, внесение их в базу имён, используемых для именования персонажей игры).
Сбор первичных финансовых средств на разработку было решено произвести через 60-дневную кампанию на Kickstarter, с помощью которой удалось привлечь более 1,5 млн. фунтов стерлингов. В дальнейшем получать прибыль планируется через продажу вещей за внутриигровую валюту, которую можно будет приобрести за реальные деньги, а также дополнений. К примеру, одно из первых запланированных дополнений позволит осуществлять посадку корабля непосредственно на планеты, планетарные космопорты, совершать полёты над поверхностью, и, возможно, охоту на крупных животных.
В то время, как краудфандинг открыл для Elite: Dangerous новые горизонты, он так же вызвал и новые вопросы, которые заставляют разработчиков решать старые проблемы новыми способами. К примеру, будущие обновления, выпускаемые для игры, для участников-спонсоров должны стоить в два раза меньше их розничной цены, а вопросы, которые обычно обговаривают с инвесторами, сейчас размещаются для обсуждения на официальном форуме.
То есть спонсоры одновременно являются и партнёрами, которые могут влиять на процесс разработки игры, однако разработчики посчитали, что традиционная разработка игры лишь отвлечёт их на создание сцен и другого контента, требуемого издателем для привлечения воображаемой аудитории. Вместо этого они решили обсудить связанные с разработкой игры вопросы непосредственно с аудиторией игроков. Разработчики разделили форум на открытый раздел, раздел для инвесторов (backers forum), и раздел для крупных инвесторов (design forum), надеясь таким способом максимально точно оценить потребности основной целевой аудитории.
Постепенно появляются подробности о работе закрытого форума крупных инвесторов. С участников этого раздела, скорее всего, не потребуют подписания соглашения о неразглашении, однако от них ожидается ответственное обращение с конфиденциальной информацией и принятыми на форуме решениями. Форум предназначен для обсуждений (к примеру, о рангах игроков, менее ориентированных на боевые умения), для определения приоритетов разработки (например, обсуждение приоритетного контента для дополнения, реализующего взаимодействие с «поверхностью планет»), и для обсуждения возможных вариантов течения жизни в игре (например, описание реакции галактики на вспышки агрессии пиратов). Однако, финальное обсуждение и разрешение имеющихся вопросов будет проводиться уже непосредственно между самими разработчиками.

### Дальнейшая разработка и выпуск игры
Изначально выход версии для Windows был запланирован на март 2014 года, а для macOS — на июнь. Однако, после выпуска альфа-версии игры, разработчики были вынуждены перепланировать сроки.
Первую версию игры можно было получить как на DVD-диске по почте (в случае предзаказа), так и скачать с официального сайта. В последующем игра и её обновления распространялись через официальный сайт. С 3 марта 2015 года Elite: Dangerous стала доступна для покупки в Steam. Версия для macOS вышла в мае 2015 года. Для консолей Xbox One версия игры вышла 6 октября 2015 года. Версия для консолей PlayStation 4 стала доступна 27 июня 2017 года. Аналогично игра доступна на PlayStation 5 и Xbox Series X/S. Elite Dangerous дополнительно поддерживает все устройства виртуальной реальности для ПК.
После релиза стали доступны 15 кораблей (из 30 заявленных), включая Eagle Mk II Fighter, Sidewinder, Cobra Mk III и Anaconda. Несмотря на демонстрацию дизайнерских работ с изображением Viper Mk III и концепт-артом для Krait, информация о включении этих моделей в начальные двадцать пять кораблей так и не была подтверждена, но эти корабли были добавлены позднее.
Обновление Fleet Carriers добавило в игру авианосцы, которые может купить каждый игрок. Они представляют собой корабль-станцию, которая способна прыгать между системами на выбранную владельцем орбиту. Этот корабль обладает полным функционалом обычных станций, однако для его покупки и обслуживания требуется заработать очень большое количество валюты. Другие игроки не могут навредить кораблю, также владелец может выбирать кому разрешено стыковаться и пользоваться службами корабля.
10 марта 2022 года генеральный директор Frontier Дэвид Брэбен объявил об отмене консольного расширения Odyssey и дальнейшей разработке консольных версий игры.

### Дополнения

#### Elite Dangerous: Horizons
Первый «сезон» дополнений для Elite Dangerous под названием Horizons был анонсирован 5 августа 2015 года на Gamescom, запущен в бета-версию 30 ноября 2015 года и выпущен 15 декабря 2015 года для ПК, за которым последовал выпуск 3 июня 2016 года для Xbox One. Elite Dangerous: Horizons — это продукт с отдельной ценой, который добавляет в игру дополнительный контент, но оставляет возможность играть людям, у которых куплена только базовая игра. Первоначальные покупатели, которые также приобрели Horizons, получили эксклюзивный доступ к кораблю Cobra Mk. IV.
Horizons добавляет планетарные посадки, наземную технику и базы, синтез расходных материалов и временные улучшения кораблей, корабельные истребители, пассажирские миссии, генератор персонажей и поддержку нескольких экипажей для более крупных кораблей. Планетарные приземления представляют собой процедурно сгенерированные планеты, изначально поддерживающие только миры без атмосферы. Игроки могут приземлиться на планетарных базах или в любой точке по своему выбору и могут развернуть новую восьмиколёсную наземную машину под названием ТРП («Транспорт разведывательный планетарный»). Этот автомобиль оснащён оружием, а также «волновым сканером» для поиска ресурсов, мест кораблекрушений и т. д., системой передачи данных для взлома баз и двигателями, которые могут поднимать автомобиль над землёй на короткие промежутки времени. Подруливающие устройства в колёсах можно использовать, чтобы для лучшего сцепления на планетах с низкой гравитацией. Материалы, найденные на планетах, можно комбинировать, чтобы увеличить дальность прыжка корабля, синтезировать материалы для ремонта или улучшить эффективность оружия путём синтеза боеприпасов.

#### Elite Dangerous: Arena
Одновременно анонсированный и запущенный 16 февраля 2016 года, Elite Dangerous: Arena представляла собой недорогую отдельную версию режима арены CQC (Close Quarters Combat) от Elite Dangerous, позволяя новичкам и тем, у кого уже есть Elite Dangerous, соревноваться друг с другом. В тот же день соответствующий игровой режим в Elite Dangerous был переименован с «CQC» на «Арена».
С 7 по 11 июля 2016 года игра предлагалась бесплатно в Steam. 10 февраля 2017 года он был удалён из продажи в Steam, но по-прежнему доступен в качестве игрового режима основной игры Elite Dangerous.

#### Elite Dangerous:Beyond
Beyond — официальное название серии обновлений (начиная с 3.0), которые последовали за Horizons. Они был сосредоточены на улучшениях основного игрового процесса, а также на улучшении системы преступлений и наказаний, улучшении торговых данных, новых совместных миссиях, новых кораблях (включая Alliance Chieftain, Krait Phantom и инопланетных разведчиков-таргоидов), большем взаимодействии с гигантскими кораблями и установками, «техноброкеры», предлагающие более совершенное оружие, внутриигровое озвучивание событий Galnet, кардинальное изменение системы добычи полезных ископаемых, новые астрономические аномалии, а также улучшения визуальных эффектов планет и более детализированное окружение поверхности. Открытая бета-версия 3.0 была выпущена 25 января 2018 г., а официальный запуск «Главы первой» состоялся 27 февраля 2018 г. Последующие «Главы» выпускались в каждом квартале 2018 г., кульминацией чего стал выпуск «Четвёртой главы» 11 декабря 2018 г., в которой были представлены возможности ночного видения, а также полностью переработанная система исследования, планетарные зонды и инструмент для сканирования полного спектра (FSS). сканирование неисследованных звёздных систем.

#### Elite Dangerous:Odyssey
Компания Frontier Developments объявила об Odyssey 3 июня 2020 года в виде видеотрейлера и итогового поста на своих официальных форумах, а запуск был запланирован на 19 мая 2021 года. Платный DLC позволит игрокам исследовать миры пешком, выполнять наземные миссии, которые, как и их космические аналоги, включают в себя дипломатические и шпионские миссии, коммерческие предприятия и сражения; находить работу, помощь и магазины в социальных центрах по всей галактике, встречаясь с другими пилотами лично, а не глядя на них через окно кабины.
Основная разработка Odyssey, имевшая рабочее название «Новая эра», началось летом 2018 года, и на него было выделено подавляющее большинство команды разработчиков Elite. Хотя это платное обновление для владельцев базовой игры Elite Dangerous, владельцы Lifetime Expansion получат его как часть своего абонемента. Первоначально планировалось выпустить крупное обновление Elite Dangerous в декабре 2020 года, но в контексте текущей ситуации с COVID-19 Frontier установила дату выпуска на 19 мая 2021 года.
Первые внутриигровые кадры Odyssey были показаны на The Game Awards 2020 в виде минутного геймплейного трейлера, демонстрирующего некоторые новые функции DLC, в том числе шутер от первого лица, также как игровой процесс, и аватары, гуляющие по планетарным поверхностям.
С 29 марта по 5 мая 2021 года была доступна публичная альфа-версия Odyssey. Этап тестирования был разделён на четыре ступени, каждая из которых открывала больше возможностей для игры. На первом этапе игроки не могли получить доступ к своим кораблям, а это означало, что они могли передвигаться только с помощью недавно добавленной службы такси «Apex Interstellar», и они были ограничены одной звёздной системой. Начиная со второй фазы игроки получили доступ к кораблям и другим звёздным системам. Фаза 3 была сосредоточена на новых функциях исследования, а это означало, что игроки могли покупать инструменты исследования и сборщик генетических образцов для изучения любой флоры, с которой они сталкивались. Фаза 4 импортировала учётные записи игроков из основной игры для проверки совместимости. Альфа-версия была ограничена, и многие функции из финальной версии DLC были вырезаны. Перед тем, как альфа-версия закончилась, на экране появился текст, который гласил (перефразируя): «До встречи 19 мая, всего хорошего, и спасибо за рыбу!»
19 мая 2021 года Frontier Developments выпустила DLC для ПК. Вместе с запуском последовали серьёзные проблемы со стабильностью, множество ошибок игрового процесса и неадекватная производительность для клиентов ПК, указанных в требованиях к оборудованию. Это привело к глобальному отзыву в магазине Steam «В основном негативный». Игроки также жаловались как в Steam, так и на официальном форуме на резкое увеличение времени сбора ресурсов необходимых для модификации, сломанные механики и отсутствие позднего геймплея для старых игроков. Впоследствии Frontier Developments выпустила 11 крупных обновлений, первые 5 из которых выходили еженедельно. Они были сосредоточены на стабильности и исправлении ошибок, а критические проблемы с производительностью должны были быть решены в более поздних обновлениях в преддверии запланированного выпуска на консоли.
10 марта 2022 года генеральный директор Frontier Дэвид Брабен объявил на форумах компании, что вся дальнейшая разработка контента для консольных версий Elite: Dangerous отменяется, сославшись на необходимость продвижения сюжета игры вперёд, сосредоточив внимание на единой кодовой базе после Odyssey.

## Отзывы и продажи
| Сводный рейтинг       | Сводный рейтинг                              |
| Агрегатор             | Оценка                                       |
| --------------------- | -------------------------------------------- |
| GameRankings          | (PC) 80,75 % (XONE) 79,50 % (PS4) 78,00 %    |
| Metacritic            | - (PC) 80/100 - (XONE) 80/100 - (PS4) 84/100 |
| Иноязычные издания    |                                              |
| Издание               | Оценка                                       |
| Eurogamer             | 8/10                                         |
| GamesRadar+           | [ 91 ]                                       |
| IGN                   | 7,4/10                                       |
| PC Gamer (UK)         | 86/100                                       |
| Metro                 | 7/10                                         |
| Русскоязычные издания |                                              |
| Издание               | Оценка                                       |
| PlayGround.ru         | 8/10                                         |
| StopGame.ru           | 8,3                                          |
| «Игромания»           | 8/10                                         |

Elite Dangerous получила на Metacritic совокупный балл 80/100 на основе 52 критиков, что указывает на то, что игра получила «в целом положительные отзывы» критиков.
Крис Терстен из PC Gamer оценил игру на 86/100, посчитав её «потенциально классической», в зависимости от способности Frontier опираться на «широкий, но и несколько неглубокий фундамент» как особенности выпущенной версии. Терстен описал игровой процесс как «воодушевляющий и волнующий, не имеющий себе равных в этом году, но контрастирующий с моментами пустоты, разочарования и скуки». Дэн Уайтхед из Eurogamer дал игре 8/10 и назвал её «вероятно, самым захватывающим и убедительным воссозданием глубокого космоса, когда-либо виденным в играх», хотя некоторые игровые процессы он нашёл повторяющимися. Энди Келли из GamesRadar дал игре 4/5, назвав её «захватывающей космической песочницей» и «долгожданным возвращением» франшизы Elite, но посчитал, что в игре на момент запуска «отсутствует множество важных функций, особенно когда дело доходит до мультиплеера». Роджер Харгривз из Metro поставил ей 7/10, охарактеризовав игру как «получившую крепкую базу», которой ещё требуется реализовать свой потенциал. В обзоре игры для IGN Роб Закни назвал её «одной из самых захватывающих и запоминающихся игр о космических боях и торговых симуляторах, в которые я когда-либо играл», а также «одной из самых скучных», увидев баланс между «краткими, интенсивными эмоциональными пиками и длинные, неглубокие долины скуки» которые являются «фундаментальными элементами идентичности элиты». Рассматривая более позднюю версию игры в апреле 2015 года, поиграв в неё с момента запуска, Ли Хатчинсон из Ars Technica описал Dangerous как «чертовски хорошую, настолько что она превосходит свои проблемы». Джоэл Петерсон из Destructoid поставил 9/10 версии игры для PlayStation 4, назвав её «Отличительно совершенной. Недостатки могут присутствовать, но они незначительны и большого ущерба не нанесут».
К концу мая 2016 года было продано около 1,7 миллиона единиц игры. К концу декабря 2016 года было продано более 2,1 миллиона платных единиц франшизы Elite Dangerous. По состоянию на 15 января 2019 года совокупные продажи Elite Dangerous превысили 4,3 миллиона единиц франшизы, состоящих из 3 миллионов базовых игровых единиц и 1,3 миллиона единиц расширения Horizons. В апреле 2020 года продажи Elite Dangerous base перевалили за 3,5 миллиона. Во время интервью, опубликованного 23 октября 2020 года, финансовый директор Frontier Алекс Бевис объявил, что Elite Dangerous принесла более 100 миллионов фунтов стерлингов дохода.
Elite Dangerous выиграла «Best of E3» у The Escapist и games.cz в 2014 году. Elite Dangerous получила премию Game Developers Choice Award 2015 за лучшую аудиторию. Она была признана лучшей VR-игрой 2016 года от Game Revolution. В 2017 году она была номинирована на премию British Academy Games Awards (BAFTA) в категории «Развивающаяся игра».
Павел Бажим из Игромании отметил, что «у Frontier получилась работающая, по-своему цельная игра про космос, эдакая вселенная-песочница» и поставил рейтинг 8/10. Кирилл Волошин с сайта StopGame.ru выделил в главных особенностях проекта «свободу и эпичность», но в минусах отметил недостаток контента (на момент запуска), отсутствие «привычных современному геймеру стимулов — системы „прокачки“, достижений, испытаний» и сложность управления.

## Дополнительные материалы
- Curtis, Tom (5 ноября 2012). David Braben turns to Kickstarter to bring back Elite. Gamasutra. Дата обращения: 6 ноября 2012.
- Hillier, Brenna (6 ноября 2012). Elite: Dangerous announced as sequel to 1980′s space trader. VG247. Дата обращения: 6 ноября 2012.
- McCarthy, Michael. The Ian Bell Interview (hosted on Ian Bell's website). Games Domain (август 1995). Дата обращения: 28 октября 2007. Архивировано 17 марта 2013 года.
- Sharwood, Simon (6 ноября 2012). Classic game 'Elite' returns … on Kickstarter. The Register. Дата обращения: 6 ноября 2012.
- Yin-Poole, Wesley (6 ноября 2012). Elite: Dangerous Kickstarter from series creator David Braben. Eurogamer. Дата обращения: 6 ноября 2012.